# Tel Nufar
Tel Nufar (hebrejsky: תל נופר) je pahorek o nadmořské výšce cca - 120 metrů v severním Izraeli, v Bejtše'anském údolí.
Leží v jižní části zemědělsky intenzivně využívaného Bejtše'anského údolí, cca 6 kilometrů jižně od města Bejt Še'an, na pomezí vesnic Tel Te'omim, Sdej Trumot a Rechov. Má podobu nevýrazného odlesněného návrší, obklopeného na všech stranách vesnickou zástavbou a zemědělskými areály. Jihozápadně odtud se rozkládá podobný pahorek Tel Te'omim.